# Christine von Halle
Christine von Halle (* 11. Dezember 1533 auf Schloss Rahden bei Minden; † 1603 auf der Breitenburg bei Itzehoe) war die Ehefrau von Heinrich Rantzau. Trotz ihrer Stellung als Ehefrau und der damit verbundenen Vormundschaft ihres Mannes schloss sie selbständig weit über die Schlüsselgewalt hinausgehende Verträge ab, kaufte und verpachtete Grundbesitz und tätigte Geldgeschäfte.

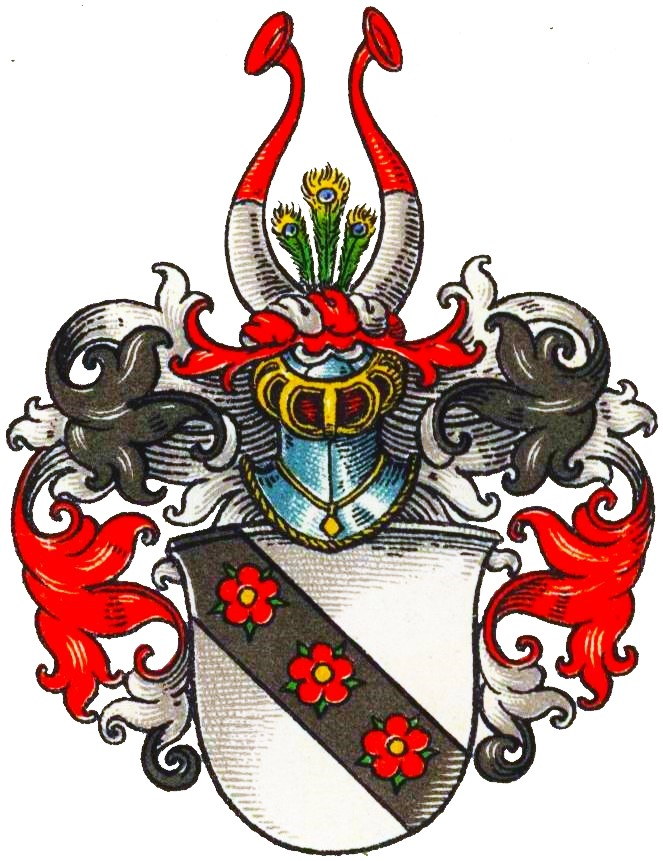
Wappen derer von Halle

## Leben
Christine von Halle entstammte dem ursprünglich in Halle bei Bodenwerder beheimateten Adelsgeschlecht derer von Halle, das mit den Münchhausens, von Hofes und von Holles versippt war. Ihr Vater Franz von Halle (* 1509 in Drakenburg; † 1553 in Antwerpen) hatte als Söldnerführer gut verdient und verlieh Geld gegen Grundpfandrechte an den kredithungrigen Kleinadel, wodurch er zu großem Vermögen kam. Christine von Halle war sein einziges vollbürtiges Kind. Sie soll ihrem Mann ein Vermögen von vier Tonnen Gold, ca. 400.000 Reichstalern, in die Ehe eingebracht haben, ein Betrag, der freilich zu einem erheblichen Teil aus Forderungen bestand, die von Rantzau erst realisiert werden mussten; dadurch geriet er in eine Familienfehde mit den Grafen von Hoya, die erst 1558 beigelegt werden konnte. Ihre Mutter, eine geborene Rommel, starb bald nach Christines Geburt. Christine war also bei ihrer Eheschließung 1554 in Segeberg Vollwaise.
Am 20. Februar 1554 kam es zwischen den künftigen Eheleuten zu einer verbindlichen Eheberedung, in der sie ihre künftigen Vermögensverhältnisse regelten. Heinrich Rantzau trat zwar das Erbe seiner Frau an, sicherte ihr aber eine Morgengabe und eine Leibzucht (Versorgung für den Fall des Witwenstandes (Wittum)) zu unter der Bedingung „ehligen Beilagers“.
Christine von Halle wurde von Heinrich Rantzau in viele seiner Geldgeschäfte persönlich miteinbezogen und betätigte sich auch selbst als Geschäftsfrau. Damit wirkte sie in einem deutlich weiteren wirtschaftlichen Rahmen, als er den Frauen ihrer Zeit insbesondere auch durch das Luthertum gesteckt war. Hierbei dürften ihr eigenes wirtschaftliches Gewicht und ihre Geschäftstüchtigkeit eine große Rolle gespielt haben, aber auch die Prägung ihres mit seinen „Embtern“, seinen Bauvorhaben und Buchproduktionen ohnehin mehr als ausgelasteten Ehemanns durch den Humanismus, der z. B. die Verbreitung des Werks von Juan Luis Vives De institutione feminae christianae begünstigte, in dem dieser sich für die geistige Bildung und damit Gleichachtung auch der Frau ausgesprochen hatte. Auch die bedeutenden Bauvorhaben des Ehepaars Rantzau weisen die Namen oder Initialen beider Eheleute auf. Das Einvernehmen der Eheleute wird auch deutlich durch ein dreifaches Akrostichon Rantzaus, in dem HENRICUS, CRISTINA und RANTSOV(I)V(S) sich aus dem Zusammenlesen von Anfangs-, Mittel- und Endbuchstaben ergibt.
Hervorzuheben ist, dass Christine von Halle, die ihren Ehemann nur um vier Jahre überlebte, ihre Geschäftstüchtigkeit anders als z. B. Sophie von Mecklenburg, die Ehefrau von Rantzaus Dienstherrn Friedrich II., nicht erst als Witwe zur Entfaltung brachte.

## Nachkommen
Mit ihrem Mann hatte Christine von Halle zwölf Kinder, sieben Söhne und fünf Töchter, von denen sieben die Eltern überlebten:

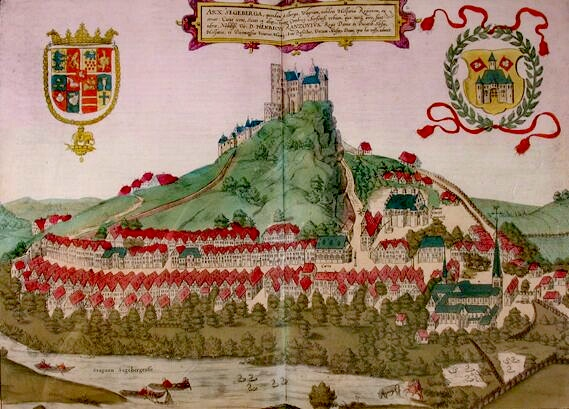
Die Arx Segeberga aus den Civitates orbis terrarum von Braun und Hogenberg, Köln 1588. Rechts vom Berg das von Heinrich Rantzau errichtete Stadtpalais.

- Frantz Rantzau (* 28. August 1555; † 21. Februar 1612), Herr zu Schönweide (Kreis Plön), ⚭ Anne Rosenkrantz
  - Johann Rantzau (1597–1638)
  - Heinrich Rantzau dem Jüngeren
- Breide Rantzau (1556–1618)
  - Frantz Rantzau (1604–1632), verlobt mit Anna Cathrine, der ältesten Tochter von Kirsten Munk und Christian IV.
- Gerhard Rantzau (* 18. Oktober 1558; † 28. Januar 1627)
  - Christian zu Rantzau
- Magdalene Rantzau (1559–1635) ⚭ 1573 Claus von Ahlefeldt (1543–1616) auf Gut Gelting
  - Claus von Ahlefeldt (1578–1632)
    - Claus von Ahlefeldt
- Theodor Rantzau (1562–1573)[4]
- Catharine Rantzau (1563–1587) ⚭ 28. Januar 1582 Friedrich von Ahlefeldt
- Øllegaard Rantzau (1565–1619) ⚭ 1582 Bendix von Ahlefeldt
- Elisabeth Rantzau (1567–1646) ⚭ 7. Mai 1587 Cai von Rantzau (1566–1607)
- Margarethe von Rantzau (1568–1629) ⚭ 13. Oktober 1583 Balthasar von Ahlefeldt